# Howakim Manukian
Howakim (imię świeckie Wardkes Manukian, ur. 19 października 1976 w Woskehat) – duchowny Apostolskiego Kościoła Ormiańskiego, od 2015 biskup Wielkiej Brytanii. 

## Życiorys
16 lipca 2000 został wyświęcony na diakona. Święcenia kapłańskie przyjął 11 listopada 2001. Sakrę biskupią otrzymał 18 kwietnia 2010. W 2012 został mianowany biskupem Artik, a w 2015 Wielkiej Brytanii.